# فرانسيسكو روبليس
فرانسيسكو روبليس (بالإنجليزية: Francisco Robles)‏ (و. 1811 – 1893 م) هو سياسي من الإكوادور . ولد في غواياكيل .تولى منصب رئيس الإكوادور (16 أكتوبر 1856–31 أغسطس 1859).
في خلال فترة رئاسته اندلعت الحرب مع بيرو، وانهزمت الإكوادور في تلك الحرب. 
توفي في غواياكيل .
| المناصب السياسية | المناصب السياسية           | المناصب السياسية       |
| ---------------- | -------------------------- | ---------------------- |
| سبقه             | رئيس الإكوادور 1856 - 1859 | تبعه José María Urvina |